# Stord
Stord és un municipi situat al comtat de Vestland, Noruega. Té 18.775 habitants (2016) i la seva superfície és de 143,69 km². El centre administratiu del municipi és el poble de Leirvik.